# Marek Chŏng Ŭi-bae
Św. Marek Chŏng Ŭi-bae (ko. 정의배 마르코) (ur. ok. 1794 r. w prowincji Gyeonggi w Korei – zm. 11 marca 1866 r. w Seulu) – święty Kościoła katolickiego, katechista, męczennik.

## Życiorys
Marek Chŏng Ŭi-bae pochodził z rodziny szlacheckiej. Był nauczycielem języka chińskiego. W czasie prześladowań katolików w Korei w 1839 roku uważał, że chrześcijaństwo jest zagrożeniem. Jednak poruszony niewytłumaczalną dla niego radością męczenników, zdecydował się zaspokoić swoją ciekawość i kupił kilka katolickich książek. Ich lektura doprowadziła go do nawrócenia. Poświęcił się nauczaniu innych i odwiedzał chorych, których przygotowywał na przybycie księdza z sakramentami. W czasie kolejnych prześladowań został aresztowany i, pomimo że miał już 72 lata był torturowany, ale nie wyrzekł się wiary. Został ścięty 11 marca 1866 roku w Seulu w miejscu straceń za Małą Zachodnią Bramą razem z drugim katolikiem Aleksym U Se-yŏng.

## Dzień obchodów
20 września (w grupie 103 męczenników koreańskich).

## Proces beatyfikacyjny i kanonizacyjny
Beatyfikowany przez Pawła VI 6 października 1968 roku, kanonizowany 6 maja 1984 roku przez Jana Pawła II w grupie 103 męczenników koreańskich.